# Miguel Hoyos
Miguel Ángel Hoyos Guzmán, né le 11 mars 1981 à Santa Cruz, est un footballeur bolivien qui évolue au poste de défenseur.

## Carrière

### Clubs
En 2000, Hoyos intègre l'équipe professionnelle de Bolívar La Paz où il ne joue qu'un match. En 2001, il signe à l'Oriente Petrolero où il commence à jouer ses premiers matchs. Bien qu'il joue comme défenseur, cela ne l'empêche pas de marquer comme en 2002 où il en inscrit six en quarante-deux matchs ou encore cinq la saison suivante en trente-trois matchs. En 2004, il remporte son premier trophée, celui du championnat de clôture de Bolivie.
À partir de la saison 2006, il perd du temps de jeu et se voit prêté la saison suivante au The Strongest La Paz où il fait une bonne saison. En 2009, il revient à Bolivar où il remporte le championnat d'ouverture 2009. Après ce titre, il revient à l'Oriente Petrolero, après avoir passé une saison en Israël, où il retrouve un poste de titulaire lors de la saison 2010.

### International
Il commence à jouer pour l'équipe de Bolivie en 2002 où il marque son premier but en 2005. Il participe à trois Copa América : 2004, 2007 et 2011.

## Palmarès
- Championnat de Bolivie de football : 2004 (clôture) et 2009 (ouverture)